# کوره‌های آجر پزی بیلغان
کوره‌های آجرپزی بیلغان مربوط به دوره صفوی است و در شهرستان کرج، بخش مرکزی، دهستان بیلغان واقع شده و این اثر در تاریخ ۱۰ دی ۱۳۸۱ با شمارهٔ ثبت ۶۵۷۲ به‌عنوان یکی از آثار ملی ایران به ثبت رسیده‌است.